# State of the Climate
State of the Climate is een jaarlijks rapport, opgesteld onder leiding van de Amerikaanse National Oceanic and Atmospheric Administration, met medewerking van honderden metereologen uit een honderdtal wetenschappelijke instellingen in meer dan 50 landen.
Het rapport wordt uitgegeven als bijlage bij het Bulletin of the American Meteorological Society. Tot 2001 verscheen het onder de titel Climate Assessment.
De samenstellers beschouwen deze rapporten als een aanvulling op de rapporten van het IPCC, met name het IPCC-rapport 2007 en IPCC-rapport 2014. De State of the Climate rapporten kunnen dan beschouwd worden als een uitgebreide, jaarlijkse fysieke check-up van het klimaat. Ze gaan daarbij bewust erg voorzichtig (“conservatief”) te werk.

## State of the Climate 2010-2019

### State of the Climate in 2010
De editie 2010 (gepubliceerd op 28 juni 2011) bevatte bijdragen van 368 auteurs uit 45 landen, en behandelde 41 klimaatindicatoren.
De belangrijkste vaststellingen van het rapport waren:
2010 was een van de twee warmste jaren sedert het begin van de metingen.
De El Niño Southern Oscillation ging over van El Niño naar La Niña.
Klimaatwijzigingen in het noordpoolgebied en in Groenland verliepen gemiddeld sneller dan elders op de planeet

### State of the Climate in 2011
De editie 2011 werd gepubliceerd op 1 juli 2012. De belangrijkste vaststellingen waren:
- Grootschalige klimaatpatronen beïnvloedden temperatuur en weer in 2011, vooral een matig sterke La Niña.
- Gecombineerde gemiddelde temperaturen van land en zee waren de koelste sedert 2008, maar behoorden toch tot de 15 warmste jaren ooit, en lagen boven het gemiddelde over 1981-2010.
- De concentratie van CO2 in de atmosfeer steeg in 2011 met 2,10 ppm, en overschreed voor het eerst de grens van 390 ppm.
- Ook andere broeikasgassen namen toe, met uitzondering van de ozon-verstorende gassen.
- Het zeeniveau daalde medio 2010, maar steeg opnieuw sterk in de tweede helft van 2011.
- Tropische cyclonen kwamen in 2011 minder dan gemiddeld voor.
- Het Noordpoolgebied warmde tweemaal zo snel op als gebieden op lagere breedtegraad.
- Over het grootste deel van Antarctica stegen de temperaturen.

### State of the Climate in 2012
De editie 2012 werd gepubliceerd op 1 augustus 2013. De belangrijkste vaststellingen waren:
- Voor de eerste maal sedert verschillende jaren was El Niño Southern Oscillation geen dominerende factor in de wereldwijde weerpatronen. Toch waren andere grootschalige klimaatpatronen van invloed, zoals de Arctic Oscillation.
- De gemiddelde zee- en landtemperatuur wereldwijd vielen in 2012 binnen de 10 warmste ooit geregistreerd.
- Na een uitgesproken daling van het zeeniveau in de eerste helft van 2011, die in verband werd gebracht met het effect van La Niña, steeg het zeeniveau in 2012 opnieuw tot recordhoogte.
- De toenemende hydrologische cyclus die in de voorbije jaren werd waargenomen, zette door, met meer verdamping op drogere plaatsen, en meer regenval in regenrijke gebieden.
- Er kwamen 84 tropische cyclonen voor, een gemiddelde frequentie in vergelijking met 89 voor de periode 1981-2010 (Bopha). Enkel in de Noord-Atlantische regio was er een verhoogde activiteit (Sandy).
- De ijs- en sneeuwkap in het Noordpoolgebied verkleinde verder.
- Het klimaat in Antarctica bleef vrij stabiel, met een maximale ijskap, sedert de metingen begonnen in 1978.
- Het gat in de ozonlaag was het op een na kleinste in twee decennia, hoewel een compleet herstel van de ozonlaag pas verwacht wordt tegen 2060.
- CO2-concentraties in de atmosfeer namen toe met 2,1 ppm in 2012, tot 392,6 ppm. In het voorjaar van 2012 werd 400 ppm overschreden op 7 van de 13 meetstations in het Noordpoolgebied.
- Ook andere broeikasgassen namen toe, met uitzondering van de ozon-verstorende gassen.

### State of the Climate in 2013
De editie 2013 werd gepubliceerd op 17 juli 2014. Uit de gegevens blijkt dat het klimaat sneller verandert dan ooit tevoren.
De belangrijkste vaststellingen waren:
- De meeste klimaatvariabelen vertoonden de trends die we de jongste decennia hebben vastgesteld.
- ENSO was het hele jaar door neutraal, na verschillende jaren als dominante klimaatfactor.
- 2013 behoorde opnieuw tot de 10 warmste jaren ooit, zowel op het aardoppervlak als in de troposfeer. Vooral op het zuidelijk halfrond werden temperatuurrecords gebroken of benaderd.
- In Antarctica tekende het Zuidpoolstation Amundsen-Scott zijn hoogste jaartemperatuur op sedert de metingen begonnen in 1957.
- Aan de andere kant kende het Noordpoolgebied het zevende warmste jaar sedert de metingen daar begonnen aan het begin van de 20e eeuw.
- Op 20m diepte werden de hoogste temperaturen waargenomen in sommige permafrost-stations in Alaska.
- In het noordelijk halfrond traden abnormale stromingen op in de atmosfeer, hetgeen tot extreme weersomstandigheden leidde.
- De ijskap in het Noordpoolgebied was op zijn zesde laagste punt, sedert de satellietwaarnemingen begonnen in 1979, waarbij de zeven laagste jaren ook de zeven laatste waren.
- Op Antarctica zagen we het omgekeerde, met een maximale ijskap.
- Op zee lag de oppervlaktetemperatuur binnen de 10 warmste ooit gemeten. Het zeeniveau steeg met de trend van 3,2mm per jaar, zoals in de 2 laatste decennia.
- Tropische cyclonen kwamen iets vaker dan normaal voor, met 94 stormen, maar het Noord-Atlantisch bekken was het rustigst sedert 1994. In de Pacific brak de dodelijke Tyfoon Haiyan het windsnelheidsrecord.
- De bekende broeikasgassen in de atmosfeer (CO2, methaan en stikstofoxide) namen ook in 2013 opnieuw toe tot historische hoogte. In het Noordpoolgebied stellen we hetzelfde vast, hoewel die gassen daar wellicht eerder zijn overgewaaid uit lagere breedtegraden, dan wel ontstaan uit dooiende permafrost.
- Op Mauna Loa overschreed op 9 mei het CO2-gehalte voor het eerst sedert 1958 de grens van 400 ppm.

### State of the Climate in 2014
De editie 2014 werd gepubliceerd op 6 augustus 2015. De belangrijkste vaststellingen waren:
- De meeste van de tientallen klimaatvariabelen die elk jaar in dit rapport worden onderzocht, volgden in 2014 de bekende trends, en verschillende variabelen bereikten nieuwe recordhoogten.
- De gemiddelde jaarlijkse uitstoot van koolstofdioxide (CO2), methaan en stikstofoxide, de belangrijkste broeikasgassen in de atmosfeer, steeg in 2014 opnieuw tot recordhoogte: CO2 met 1,9 ppm tot een gemiddelde van 397,2 ppm. De globale uitstoot van 5 belangrijke en 15 minder belangrijke broeikasgassen lag 36% hoger dan een kwarteeuw geleden.
- De wereldwijde oppervlaktetemperatuur lag op het hoogste niveau in de laatste 135 jaar van de waarnemingen. Dat was ook het geval op alle continenten, behalve aan de Amerikaanse oostkust.
- De zee was warmer dan ooit (oppervlaktetemperatuur), en dat leidde vooral in de noordelijke Pacific tot abnormale stromingen. Het zeeniveau rees tot 67 mm boven het gemiddelde van 1993.
- Het neerslaggemiddelde lag iets hoger boven zee, en iets lager boven land.
- Er werden 91 geregistreerde stormen waargenomen, hoger dan het gemiddelde over 1981-2010 (82).

De opwarming van het Noordpoolgebied zette door: het smelten van de sneeuw begon 20-30 dagen eerder dan gemiddeld (1998-2010). Ook in Groenland lag het smeltgemiddelde hoger dan normaal, met recorddieptes voor de albedo. In de permafrost-stations op Alaska werden nieuwe records opgetekend. De ijskap was de zesde kleinste sedert het begin van de opmetingen, met de acht kleinste jaargemiddelden in de laatste acht jaar.
- Op Antarctica ging het de andere kant op, met opnieuw maximale waarden in.
- Het gat in de ozonlaag nam in zeer geringe mate verder af.

### State of the Climate in 2015
Dit rapport werd gepubliceerd in augustus 2016. Dit was de 26e editie van de jaarlijkse publicatie. In 2015 sneuvelden verschillende records: het was 1,0 °C warmer dan in de pre-industriële periode, en het Mauna Loa observatorium tekende voor het eerst een jaargemiddelde op van meer dan 400 ppm CO2. De overige bekende trends zetten ook in 2015 door.
De belangrijkste overige vaststellingen waren:
- De uitstoot van broeikasgassen waren de hoogste ooit gemeten. Ditmaal overschreed het jaarlijks gemiddelde van koolstofdioxide de grens 400 ppm in Mauna Loa (wereldwijd 399,4), 3,1 ppm meer dan in 2014, en de hoogste jaarlijkse toename.
- De hoogste landtemperaturen werden gemeten, meer dan 0,1 °C warmer, en nu boven de 1 °C stijging ten opzichte van pre-industriële tijden.
- De zeetemperatuur (zowel oppervlakte als lager) was eveneens de warmste in de statistieken, met uitzondering van het Noord-Atlantisch bekken ten zuiden van Groenland.
- Het zeeniveau bleef stijgen, nu tot 70 mm hoger dan 1993, gemiddeld 3,3 mm per jaar.
- De watercyclus en het neerslagpatroon toont een toename van de neerslag, mede door een sterke El Niño; overstromingen op vele plaatsen, terwijl de droogtegebieden toenamen, van 8 percent in 2014 tot 14 percent in 2015.
- Het Noordpoolgebied warmde verder op, met 2,8 °C sedert de jaren 1900. De ijskap was, in februari 2015, de kleinste in de 37-jarige satellietmetingen. De noordelijke fauna ging achteruit (walrussen, vissoorten) of wisselde (andere vissoorten migreerden noordelijker).
- In de noordoostelijke Pacific werd een wildgroei aan algen vastgesteld.
- In Antarctic was het kouder, de ijskap wisselde van grootte. *De oppervlakte aan ijs en sneeuw wereldwijd ging achteruit: 2015 was het 36ste jaar op rij waarin de gletsjers zich terugtrokken.
- Tropische cyclonen kwamen vaker voor: 101 in 2015, ver boven het 1981–2010 gemiddelde van 82. Opnieuw was het Noord-Atlantisch bekken rustiger, met uitzondering van orkaan Joaquin.

### State of the Climate in 2016
Ook in 2016 werden een aantal records gebroken. De belangrijkste conclusies uit het rapport van augustus 2017:
- In 2016 bereikte de uitstoot van de overheersende broeikasgassen in de aardse atmosfeer - koolstofdioxide, methaan en stikstofoxide – nieuwe recordhoogtes.
- Als gevolg van een sterke El Niño en een langetermijntrend, vertoonde de oppervlaktetemperatuur van de Aarde voor het derde opeenvolgende jaar een record, zij het met een veel smallere marge dan in 2015. De temperatuur in de lagere troposfeer was de hoogste, in de lagere stratosfeer was de temperatuur laag.
- In verschillende landen werden hitterecords benaderd of overschreden. Mexico en India kenden hittegolven.
- In het noordpoolgebied lag de oppervlaktetemperatuur 2,0 °C boven het gemiddelde van 1981-2010, of +3,5 °C sedert het begin van de metingen. Het zee-ijs verminderde in omvang en dikte, met het laagste maximum op het einde van het groeiseizoen (24 maart), en het op een na laagste minimum (september) in de 37-jarige meetperiode. De massa van de Groenlandse ijskap bereikte zijn laagste waarde.
- De temperatuur van het zeeoppervlak sloeg het vorige record van 2015 met ongeveer 0,01 °C. De mondiale trend van de temperatuurstijging bedraagt voor de 21ste eeuw + 0,162 °C per decennium, tegen + 0,100 °C voor de periode 1950-2016. De totale in zee opgeslagen daalde lichtjes ten opzichte van het record in 2015.
- De terugtrekking van Alpijnse gletsjers bleef over de hele wereld aanhouden, met voor het 37e opeenvolgende jaar een negatieve massabalans. Het sneeuwdek over het hele noordelijke halfrond kromp tot de kleinste oppervlakte in de 47-jarige satellietmeting. Ook op 20 meter diepte werden de hoogste temperaturen gemeten bij alle permafrostobservatoria in Alaska en Canada.
- In Antarctica werden lage en hoge luchtdrukrecords gebroken. Het zee-ijsoppervlak verkleinde aanzienlijk, dit in scherp contrast met de hoge waarden van 2012-14. Het ozongat was minder ernstig in vergelijking met de periode 1991-2006.
- In 2016 werden 93 tropische stormen genoemd, hoger dan het gemiddelde van 1981-2010 (82), maar minder dan de 101 van 2015. De Noord-Atlantische en de Noordelijke Stille Oceaan vertoonden een bovennormale activiteit in 2016, het Australische bekken was het minst actief sedert het begin van de metingen in 1970. Vier tropische cyclonen bereikten categorie 5.
- De neerslagvariatie nam toe, als gevolg van de sterke El Niño en de zwakke La Niña, met nattere en drogere regio's dan normaal. Het door droogte getroffen areaal op wereldschaal was in 2016 groter dan ooit, sedert 1950.

### State of the Climate in 2017
Het rapport over 2017, gepubliceerd in augustus 2018, bevestigt de eerdere stijgende tendensen.
- Uitstoot van CO2, methaan en distikstofmonoxide op recordhoogte. Jaarlijkse gemiddelde CO2-uitstoot 405,0ppm, 2,2ppm groter dan in 2016. De jaarlijkse toename van CO2-uitstoot is nu bijna viermaal zo hoog als in de jaren 1960-1969.
- Opnieuw recordtemperaturen volgens meerdere invalshoeken (land- en zeeoppervlak, troposfeer, stratosfeer, Noordpoolgebied), ondanks zwakke of neutrale El Niño.
- Het zee-ijsminimum aan de Noordpool op 13 september was op het achtste laagste niveau, en bedekte 25% minder oppervlak dan het langetermijngemiddelde. Gletsjers over de hele wereld verloren ijsmassa voor het 38e jaar op rij. Het zee-ijs op Antarctica bleef beneden het gemiddelde, met een smeltindex de 2e hoogste sedert 2005. De temperaturen op het Oost-Antarcticaplateau lagen in maart wel extreem laag.
- Het gat in de ozonlaag was dan weer het 2e kleinste sedert 1988.
- De langetermijn temperatuurstijging van het zeeoppervlak bleef sterk, al was er een kleine afkoeling ten opzichte van 2016. De drie laatste jaren zagen echter de hoogste jaarlijkse temperatuurgemiddelden, hetgeen verband houdt met de verbleking van koraal. De jongste verblekingsgolf duurde drie jaar, van juni 2014 tot mei 2017, en was de meest verwoestende ooit waargenomen.
- Er waren in 2017 verder 85 met naam genoemde orkanen, iets meer dan het 1981-2000 gemiddelde van 82. Het Noord-Atlantisch gebied was daarin het meest actieve.
- De neerslag boven land lag in 2017 hoger dan normaal, met uitschieters in Rusland, Noorwegen, India, Venezuela, Nigeria.
- Natuurbranden waren het minst frequent sedert 2003, met uitzonderingen in Noord- en Zuid-Amerika, Spanje en Portugal.

### State of the Climate in 2018
De belangrijkste vaststellingen van het rapport over 2018, gepubliceerd in september 2019: 
- Uitstoot van CO2, methaan en distikstofmonoxide nam verder toe. Jaarlijkse gemiddelde CO2-uitstoot 407,4ppm, de hoogste waarde gemeten.  Alle broeikasgassen,samen met diverse gehalogeneerde gassen dragen nu iets meer dan 3 W/m2 bij tot de Stralingsforcering en betekenen een toename van bijna 43% toename sinds 1990. CO2 is verantwoordelijk voor ongeveer 65% van deze stralingsforcering.
- Het jaar kende een zwakke La Niña bij het begin, en een zwakke El Niño bij het einde.  De oppervlaktetemperatuur (land en zee) was de vierde hoogste ooit gemeten; alleen 2015-2017 waren nog warmer. Er waren ook meer uitschieters naar boven (hoge temperaturen) dan naar beneden in de waarnemingen over de laatste 68 jaar. Pakistan tekende een record in april op van 50,2 °C.
- De jaarlijkse temperaturen in de lage troposfeer waren de 3e tot de 7e hoogste (naargelang dataset), in de lage stratosfeer lagen die op het 5e laagste niveau.
- Het zee-ijsminimum in het noordpoolgebied was het 6e laagste van de metingen. De ijsmassa in maart wordt nu voor 77% gedomineerd door eenjarig ijs, tegen 55% in de jaren 1980-1989.
- Op Antarctica in zijn geheel was 2018 warmer dan gemiddeld, hoewel koudere regio’s het smeltseizoen minder intens maakten.
- De temperatuur van het zeeoppervlak wereldwijd daalde lichtjes sedert het warme El Niño jaar 2016, maar lag toch boven het gemiddelde.
- Zoals te verwachten in een warmer klimaat, versnelde de hydrologische cyclus over de oceaan: droge gebieden worden droger en natte gebieden natter. Er waren 95 benoemde tropische orkanen, ruim boven het gemiddelde 1981–2010 van 82.
- Natuurbranden lagen in 2018 op het laagste niveau sedert de metingen begonnen in 1997, met 500 miljoen hectare verwoest.  Alleen in de Verenigde Staten waren er meer dan gemiddeld branden.

### State of the Climate in 2019[11]
- De uitstoot van de belangrijkste broeikasgassen is verder toegenomen. De jaarlijkse gemiddelde CO2-concentratie bedroeg 409,8, de hoogste meting ooit, ook in de ijskern-records van 800 000 jaar geleden. Gecombineerd droegen broeikasgassen bij tot 3,14 W/m2 aan de stralingsforcering, een toename met 45% sinds 1990, waarbij CO2 verantwoordelijk is voor ongeveer 65% van deze stralingsforcering. De jaarlijkse netto opname door de oceanen van ~2,4 miljard ton koolstofdioxide was de hoogste in de metingen sedert 1982 en 33% hoger dan het gemiddelde over de periode 1997-2017.
- Een zwakke El Niño aan het begin van 2019. Toch behoorde de jaarlijkse mondiale oppervlaktetemperatuur over land en oceanen nog steeds tot de drie hoogste in de metingen sedert de 2e helft van de 19e eeuw. Juli 2019 was de heetste maand op aarde ooit. Meer dan een dozijn landen in Afrika, Europa, Azië, Australië en het Caribisch gebied meldden recordhoge jaartemperaturen. In Noord-Amerika beleefde Alaska zijn warmste jaar ooit, het Noordpoolgebied het op een na warmste, na 2016. In verschillende landen, waaronder Nederland, België, Luxemburg, Frankrijk, het Verenigd Koninkrijk en Vietnam nieuwe records voor de hoogste dagtemperaturen in hun land. In Australië op 18 december een nieuw nationaal record voor de gemiddelde maximumtemperatuur van 41,9°C. In België en Nederland overschreden de dagtemperaturen voor het eerst de 40°C.
- De temperatuur van de meren is in 2019 wereldwijd gemiddeld gestegen; de meren op het noordelijk halfrond waren zeven dagen minder met ijs bedekt dan het gemiddelde over de periode 1981-2010. Het groeiseizoen op het noordelijk halfrond was gemiddeld acht dagen langer dan het gemiddelde voor 2000-10.
- de jaarlijkse temperatuur in de onderste troposfeer was de op twee na hoogste, en in de onderste stratosfeer de op twee na laagste, afhankelijk van de geanalyseerde dataset. De temperaturen in de midden- en hoge stratosfeer waren het laagst sinds het begin van de satellietregistraties in 1979.
- In september leidde op Antarctica een sterke opwarming van de bovenste atmosfeer tot het kleinste gat in de ozonlaag sinds het begin van de jaren tachtig.
- Antarctisch zee-ijs bleef in 2019 onder het gemiddelde, een trend sedert september 2016. De netto zee-ijsoppervlakte lag alle dagen van het jaar onder het gemiddelde van 1981-2010, met in januari en juni een nieuw laag maandrecord. De Antarctische ijskap bleef massa verliezen, met de hoogste verliespercentages in West-Antarctica en Wilkes Land, Oost-Antarctica.
- In de hele cryosfeer bleven de alpengletsjers voor het 32e opeenvolgende jaar massa verliezen, met record-ijsverlies van de Groenlandse ijskap.
- De permafrosttemperaturen in de Europese Alpen lagen iets onder de in 2015 gemeten recordtemperaturen, terwijl in het hoge noorden recordhoge permafrosttemperaturen werden waargenomen. Voor het eerst is op 26 plaatsen in het binnenland van Alaska en op het Seward-schiereiland de actieve laag niet volledig bevroren.
- In maart, wanneer het Noordpoolijs zijn jaarlijkse maximum bereikt, bestond ~77% van al het ijs uit dun, eerstejaars-ijs, tegen ongeveer 55% in de jaren tachtig. In september was de minimale ijsoppervlakte de op één na kleinste in de 41-jarige satellietmetingen. In de Beringzee leidden de stijgende oceaantemperaturen en het geringere zee-ijs tot verschuivingen in de waardevolle vispopulaties.
- Het wereldgemiddelde zeeniveau haalde voor het achtste opeenvolgende jaar een nieuw record, en bereikte 87,6 mm boven het gemiddelde van 1993 toen de satellietmetingen begonnen, met een jaarlijkse gemiddelde stijging van 6,1 mm ten opzichte van 2018. De warmte-inhoud van de oceaan, gemeten tot 700 m diepte, was recordhoog, en de wereldwijd gemiddelde temperatuur van het zeeoppervlak was de op één na hoogste ooit gemeten, na 2016. In oktober vertoonde de Indische Oceaandipool zijn grootste omvang sinds 1997, met een sterke opwarming van de bovenste oceaan in het westelijke bekken van de Indische Oceaan. Een van de gevolgen was een groot neerslagtekort van de oostelijke Indische Oceaan tot de zuidelijke Stille Oceaan: recordhitte en droogte in Australië, na verminderde regenval in 2017 en 2018, met catastrofale bosbranden. Ook droogte in Indonesië, zuidwest-Afrika en Europa, in contrast met overstromingen in Oost-Afrika, India en de Midwest. Massale natuurbranden in het Amazonebekken, en in Siberië.
- Dichter bij de evenaar werden tijdens de stormseizoenen op het noordelijk en zuidelijk halfrond 96 tropische stormen met naam genoemd, ruim boven het gemiddelde van 82 in de periode 1981-2010. Een daarvan was de verwoestende cycloon Idai over Zuidoost-Afrika.

## State of the Climate 2020-2029

### State of the Climate 2020
Ondanks de economische gevolgen van de wereldwijde coronapandemie gedurende het grootste deel van 2020, waardoor de humane CO2-uitstoot met 6%-7% daalde, werd de globale opwarming niet afgeremd:
- jaargemiddelde CO2-concentratie 412,5
- alpiene gletsjers verloren voor het 33e opeenvolgende jaar ijsmassa
- permafrosttemperaturen op vele punten recordhoogte; de op drie na geringste sneeuwbedekking in mei voor het Euraziatische continent, met laagterecord in juni
- oceaanwarmte-inhoud op recordhoogte, temperatuur zeeoppervlak op twee na hoogste ooit gemeten, na 2016 en 2019
- zeespiegelstijging nieuw record met 91,3 mm boven het niveau van 1993, een stijging van 3,5 mm ten opzichte van 2019
- La Niña beïnvloedde klimaatpatronen over de hele wereld
- 102 tropische cyclonen met naam genoemdwaargenomen, ruim boven het gemiddelde van 85 van 1981 tot 2010. Drie tropische cyclonen van categorie 5
- gemiddelde temperatuur in het Noordpoolgebied de hoogste in de 121-jarige geschiedenis, met opmerkelijk hoge temperaturen boven noord-centraal Siberië, met uitgestrekte natuurbranden als gevolg. Op 20 juni was het 38°C in Verkhoyansk, Rusland (67,6°NB)
- warmterecord op Antarctica: 18,3°C op 6 februari (Esperanza Basis).

### State of the Climate 2021
Bijna alle klimaatparameters namen ook in 2021 verder toe. De meest dominante broeikasgassen bleven toenemen, tot een concentratie van koolstofdioxide (CO2) van 414,7, een stijging van 2,6 ppm ten opzichte van 2020, en meteen de vijfde hoogste groeisnelheid sinds het begin van de registratie in 1958. Methaan (CH4) steeg het snelst, stikstofoxide (N2O) had de op twee na hoogste groeisnelheid. Het was over het algemeen een warm jaar, met uitzonderlijke hittegolven in delen van Noord-Amerika en Europa, terwijl Australië zijn koudste jaar sinds 2012 kende. Het gemiddelde groeiseizoen was zes dagen langer dan de periode van 2000-2020. In de cryosfeer verloren gletsjers voor het 34e jaar op rij massa en permafrosttemperaturen bereikten op veel hoge breedtegraden en berglocaties opnieuw recordhoogtes. De Noordpool was koeler dan de jaren ervoor, maar toch het 13e warmste jaar in het 122-jarige register. De ozonlaag boven Antarctica vertoonde het op één na langste gat ooit geregistreerd. In 2021 was de omvang van het Noordpoolijs in september de 12e kleinste in 43 jaar, maar de meerjarige ijsresten waren de op één na laagste ooit, wat wijst op een aanhoudende overgang naar een jongere, dunnere ijslaag. 
Het wereldgemiddelde zeeniveau en de warmte-inhoud van de oceanen waren beide recordhoog, terwijl de temperatuur van het zeeoppervlak afkoelde als gevolg van La Niña. Er werden 97 genoemde tropische stormen waargenomen, boven het gemiddelde van 87 in de periode 1991-2020, met orkaan Ida als de zwaarste storm in de Atlantische Oceaan. In veel regio's nam de droogte toe, waaronder een "megadroogte" in centraal Chili en ongekende bosbranden in het noordoosten van Siberië en het Verre Oosten van Rusland. Er waren echter ook extreme regens, bijvoorbeeld de hoogste neerslag per uur op het vasteland van China en een nieuw Europees record van 12 uur neerslag in het noordwesten van Italië.

### State of the Climate 2024
Uit de European State of the Climate bleek Europa het snelst opwarmende continent, waar de gevolgen van de klimaatverandering duidelijk zijn: het warmste jaar ooit, met recordtemperaturen in het midden, oosten en zuidoosten, hevige stormen en wijdverspreide overstromingen. Er was ook een opvallend oost-west contrast, met extreem droge en vaak recordwarme omstandigheden in het oosten, en warme maar natte omstandigheden in het westen.